# Lachesilla arida
Lachesilla arida är en insektsart som beskrevs av Chapman 1930. Lachesilla arida ingår i släktet Lachesilla och familjen kviststövsländor. Inga underarter finns listade i Catalogue of Life.